# Hei-Tiki

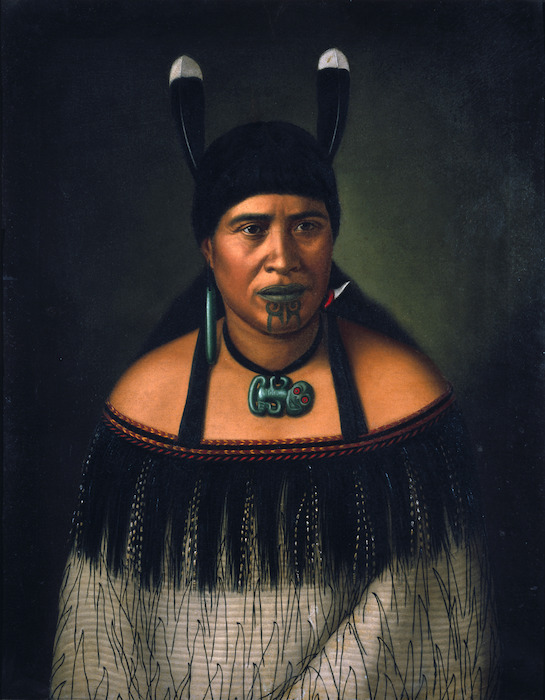
Hinepare, die ein Hei-Tiki um den Hals trägt

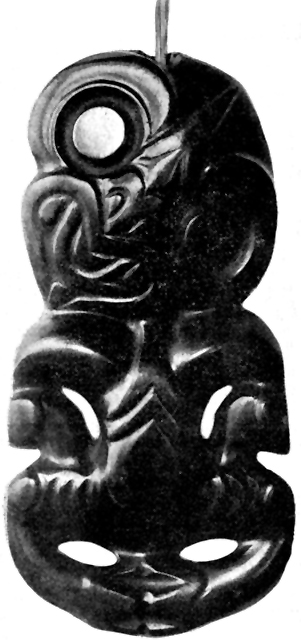
Hei-Tiki, Greenstone, 17 cm lang

Ein Hei-Tiki (auch Hei-tiki) ist ein Ornament der Māori Neuseelands, das um den Hals getragen wird.

## Materialien
Hei-Tiki werden üblicherweise aus Pounamu (Greenstone) hergestellt und um den Hals getragen. Fälschlicherweise werden sie oft als Tiki bezeichnet. Tiki sind eigentlich große menschliche Figuren, aus Holz geschnitzt, oder kleinere Holzschnitzereien, die heilige Orte markieren.
Die wertvollsten Hei-Tiki werden aus Greenstone (oder Pounamu) gefertigt. Neuseeländischer Greenstone besteht entweder aus Nephrit (einer Form von Jade) oder aus Bowenit (genannt tangiwai). Pounami wird von den Māori hoch geachtet wegen seiner Schönheit, Robustheit und Härte, es wird nicht nur für Schmuck verwendet, sondern auch für Schnitzwerkzeuge oder Waffen. In der Sprache der Māori werden die verschiedenen Arten des Greenstone kahurangi (leuchtend grün), inanga (weißlich), kawakawa (leicht durchsichtig) und eben tangiwai (Bowenit) genannt.

## Arten eines Hei-Tiki
Es gibt zwei hauptsächliche Arten eines Hei-Tiki. Die eine Art ist schon länger üblich und wird bei einem Drittel der Hei-Tiki gesehen. Das Verhältnis zwischen Kopf und Körper beträgt 30/70, sie sind reich an Details wie Ohren, Ellbogen oder Knie. Der Kopf ist in Schräglage, eine Hand sitzt an der Hüfte, die andere an der Brust. Die Augen sind nicht so groß wie bei der zweiten Art, die generell schwer ist, ein Kopf-Körper-Verhältnis von 40/60 besitzt. Beide Hände sitzen an der Hüfte.

## Popularität
Neben anderen taonga (kostbarer Besitz), die zur Zierde getragen werden, sind Knochenschnitzereien in der Form von Ohrringen oder Halsschmuck gebräuchlich. Für viele Māori bedeutet das Tragen dieses Schmucks Ausdruck ihrer kulturellen Identität. Zunehmend wird solcher Schmuck bei Neuseeländern aller Herkunft populär, als Zeichen der Identität Neuseelands allgemein. Schmuck dieser Art wird inzwischen exportiert. Besonders beliebt ist beispielsweise ein Angelhaken (Hei Matau), aus Knochen geschnitzt. Manche Schauspieler haben solchen Schmuck getragen, wie zum Beispiel Viggo Mortensen in der Der-Herr-der-Ringe-Verfilmung. Dies mag zum weltweiten Interesse an Māori-Kultur und Kunst beigetragen haben.